# کامیل هویسمانس
کامیل هویسمانس (انگلیسی: Camille Huysmans؛ ۲۶ مهٔ ۱۸۷۱ – ۲۳ فوریهٔ ۱۹۶۸) یک سیاست‌مدار اهل بلژیک بود. کامیل هویسمانس در ۲۳ فوریه ۱۹۶۸ در سن ۹۶ سالگی درگذشت.